# Sven-Åke Nilsson
Sven-Åke Nilsson (Malmö, 13 de setembre de 1951) és un ciclista suec, ja retirat, que fou professional entre 1977 i 1984.

## Biografia
Com a ciclista amateur tingué una reeixida carrera esportiva, disputant dues edicions dels Jocs Olímpics d'Estiu, el 1972 i 1976 i guanyant entre d'altres el Campionat del món de contrarellotge per equips amb l'equip nacional suec el 1974 i el Tour de l'Avenir de 1976.
El 1977 passà a professionals, destacant la tercera posició final i la victòria en una etapa a la Volta a Espanya de 1982. Acabà dues vegades entre els deu primers al Tour de França i el 1981 guanyà la Setmana Catalana.

## Palmarès
- 1972
  - Campió de Suècia en ruta
  - Vencedor d'una etapa de la Milk Race
  - Vencedor d'una etapa de la Volta a Algèria
- 1973
  - Vencedor de 2 etapes de la Milk Race
- 1974
  - Campió del món amateur de contrarellotge per equips (amb Tord Filipsson, Bernt Johansson i Lennart Fagerlund)
  - Vencedor d'una etapa de la Milk Race
- 1975
  - 1r a la Volta a Algèria
- 1976
  - 1r del Tour de l'Avenir i vencedor d'una etapa
- 1979
  - 1r a l'Étoile des Espoirs i vencedor d'una etapa
  - 1r del Tour de Còrsega
  - Vencedor d'una etapa de la París-Niça
- 1980
  - Vencedor d'una etapa del Critèrium International
- 1981
  - 1r de la Setmana Catalana
- 1982
  - 1r del Gran Premi d'Isbergues
  - Vencedor d'una etapa de la Volta a Espanya
  - Vencedor d'una etapa de la París-Niça

### Resultats al Tour de França
- 1978. 11è de la classificació general
- 1979. 12è de la classificació general
- 1980. 7è de la classificació general
- 1981. 8è de la classificació general
- 1982. 14è de la classificació general

### Resultats a la Volta a Espanya
- 1982. 3r de la classificació general. Vencedor d'una etapa

### Resultats al Giro d'Itàlia
- 1983. 27è de la classificació general